# Fraunces Tavern
Fraunces Tavern, en français "la Taverne Fraunces", est un restaurant et un musée du sud de l'arrondissement de Manhattan à New York. Frances Tavern a la réputation d'être le plus vieil immeuble de New York. Cette caractéristique est néanmoins contestée. Beaucoup estiment que le bâtiment actuel n'a presque plus rien d'authentique, en raison des nombreuses restaurations et reconstructions qu'il a connues au fil des siècles. Il n'en reste pas moins que Fraunces Tavern est un lieu important dans l'histoire de la ville. 

## Histoire
En 1700, le Colonel Stephanus Van Cortlandt donna sa propriété, qu'il avait bâtie en 1671, à son gendre, Stephen DeLancey (Étienne de Lancy, un Huguenot normand émigré à New York). DeLancey entama la construction du bâtiment originel en 1719.
Les héritiers de DeLancey vendirent la demeure à Samuel Fraunces en 1762, qui en fit une taverne populaire, où se réunissaient notamment les Fils de la Liberté. 
Après que les Américains obtinrent leur indépendance, George Washington y fit ses adieux à ses officiers, en 1783.
La taverne a continué de fonctionner au XIXe siècle, mais subit plusieurs incendies en 1832. Après plusieurs reconstructions, la structure avait changé d'apparence, au point qu'on ignore sa configuration originelle.

## La reconstruction
En 1900, les propriétaires de Fraunces Tavern envisagèrent de raser le bâtiment. De nombreuses associations, dont les Filles de la Révolution se sont mobilisées pour préserver cette construction. Grâce à cela, une importante reconstruction put être mise en place en 1907.

## L'attentat de 1975
Le 24 janvier 1975, une bombe posée par un groupe de nationalistes porto-ricains, Les Fuerzas Armadas de Liberación Nacional, explosa dans l'immeuble. L'attentat coûta la vie à quatre personnes. 

## Fraunces Tavern aujourd'hui
Aujourd'hui, Fraunces Tavern est un site touristique qui abrite un restaurant et un musée.

## Au cinéma
Dans le film l'Amour sans préavis (2002), une scène est tournée à l'intérieur du restaurant, et également à l'extérieur. La scène est jouée par Hugh Grant et Sandra Bullock. Leurs personnages déjeunent devant la cheminée.